# Недзьведзь (Мазовецьке воєводство)
Недзьведзь (пол. Niedźwiedź) — село в Польщі, у гміні Мишинець Остроленцького повіту Мазовецького воєводства.
Населення — 189 осіб (2011).
У 1975-1998 роках село належало до Остроленцького воєводства.

## Демографія
Демографічна структура станом на 31 березня 2011 року:
|          | Загалом | Допрацездатний вік | Працездатний вік | Постпрацездатний вік |
| -------- | ------- | ------------------ | ---------------- | -------------------- |
| Чоловіки | 106     | 22                 | 72               | 12                   |
| Жінки    | 83      | 17                 | 46               | 20                   |
| Разом    | 189     | 39                 | 118              | 32                   |